# Bucovăț (Dolj)
Bucovăţ è un comune della Romania di 3 992 abitanti, ubicato nel distretto di Dolj, nella regione storica dell'Oltenia.
Il comune è formato dall'unione di 7 villaggi: Bucovăț, Cârligei, Italieni, Leamna de Jos, Leamna de Sus, Palilula, Sărbătoarea.